# Labajos
Labajos es un municipio y localidad española de la provincia de Segovia, en la comunidad autónoma de Castilla y León. Se encuentra en la comarca de la Campiña segoviana. Tiene una superficie de 20,96 km² y cuenta con una población de 106 habitantes (INE 2024).
El pueblo está situado en el km 95 de la carretera N-6 (Madrid-La Coruña), y el municipio limita al oeste con la provincia de Ávila, y con los municipios de Muñopedro, Maello, y los caseríos de Las Gordillas, La Puebla y Peromingo.
Además, su término alberga una Zona de Especial Para las Aves (Zepa) y es área de interés cinegético. La Cañada Real Castellano Leonesa Oriental discurre por el término municipal.

## Toponimia
Su nombre se la cantidad de charcas o Lavajos que nunca se secan y que salpican todo su territorio, algo que llamó la atención de sus primeros moradores.

## Geografía
Por el término municipal pasa la Cañada Real Leonesa Oriental.

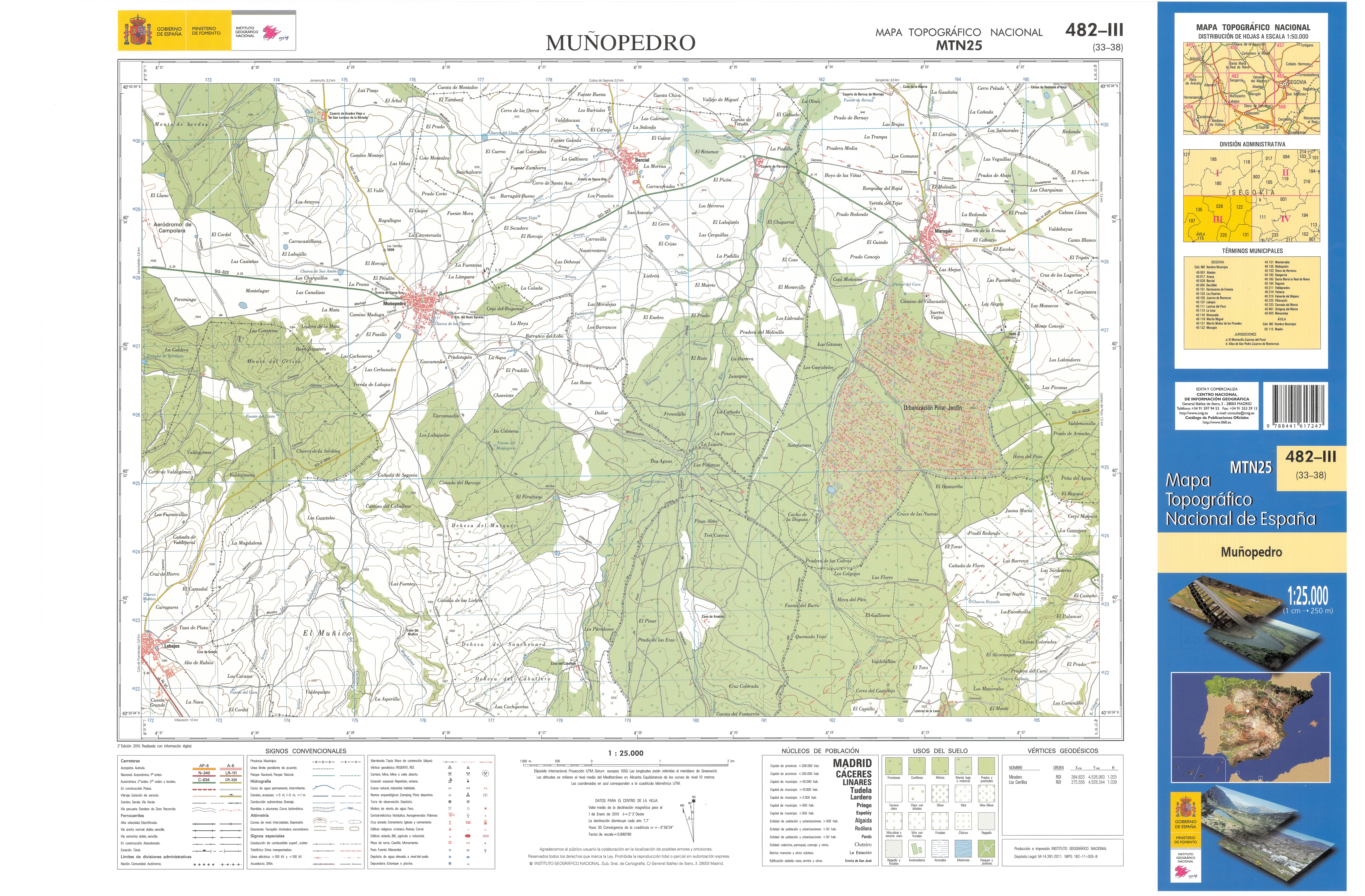
Fragmento de la hoja 482 del Mapa Topográfico Nacional de España de 2010 en el que se representa parte de Labajos

| Noroeste: Maello (Ávila) | Norte: Muñopedro    | Noreste: Muñopedro      |
| Oeste: Maello (Ávila)    |                     | Este: Muñopedro         |
| Suroeste: Maello (Ávila) | Sur: Maello (Ávila) | Sureste: Maello (Ávila) |

## Historia
Englobada en la Comunidad de ciudad y tierra de Segovia, dentro del Sexmo de San Martín que lo forman: Villacastín, Otero, Labajos, Maello, Cobos, Ituero y Lama y Muñopedro.
«La concesión de Villa fue por escritura el 17 de noviembre de 1628 por el Rey Felipe IV y posteriormente por Decreto real, firmado en Madrid el 31 de diciembre de 1628, entregándolo D. Baltasar de la Cueva en nombre del Rey».
En Labajos se ubica en el que fuera antiguo Camino Real que ascendía al puerto de Guadarrama y es paso hacia el noroeste peninsular a través de la N-VI.
De su pasado como camino real aún en el pueblo hay algún edificio que llegó a ejercer de venta arriera.
En 1752, «la villa de Labajos» contaba con 171 vecinos, o lo que es lo mismo, unos 800 habitantes. Por esa época, agricultores, jornaleros y arrieros eran los gremios más frecuentes, aunque también existían pastores, tejedores, panaderos, mesoneros, curas, carpinteros y herreros. Habitantes y ocupaciones se mantuvieron en número y frecuencia en 1850, cuando contaba con 787 habitantes –196 vecinos–.
Debido a su privilegiada situación en la que era entonces carretera general de Castilla, actual N-6, Labajos ofrecía a su población una amplia variedad de oficios, entre los que predominaban los referidos al servicio y atención de los viajeros o al transporte de mercancías; como actualmente ocurre, siendo un alto en el camino de transportistas.
Tanto entonces como ahora el pueblo se halla rodeado de tierras de secano donde se cultiva el cereal, y al norte del municipio se extienden los pinares que limitan con Muñopedro. Con el tiempo los numerosos rebaños de ovejas, cabras y de ganado vacuno han ido disminuyendo hasta casi desaparecer en la actualidad.
Durante al menos la primera mitad del siglo XVIII pagaban impuestos tanto a Su Majestad, a la duquesa del Infantado y al clero.

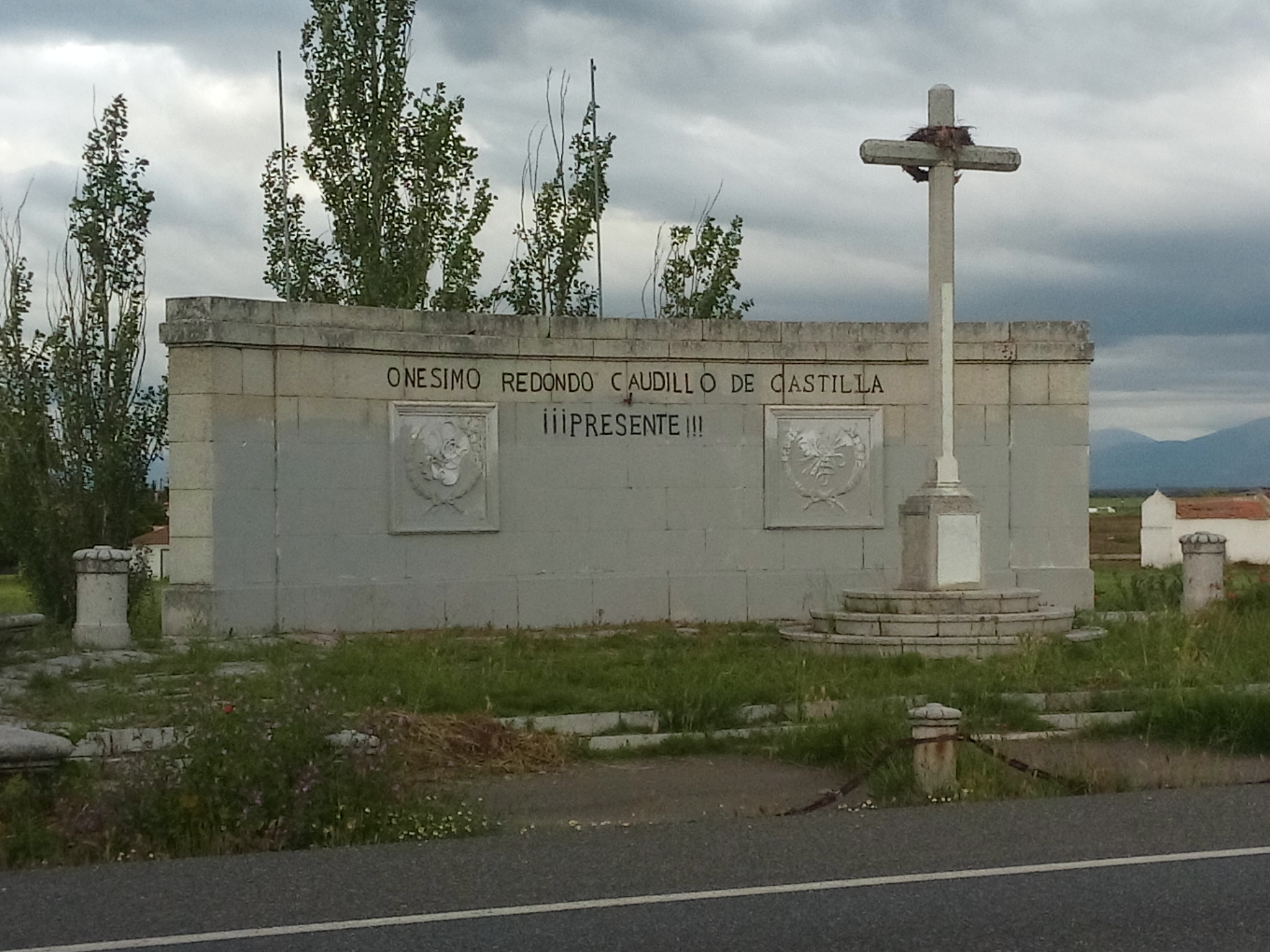
Monumento al político Onésimo Redondo, que murió en Labajos durante la Guerra Civil

Más tarde, en 1850 contaba con unas 150 casas distribuidas en 14 calles, la mayor parte de ellas empedradas, y una plaza. Poseía ayuntamiento donde también se situaba la cárcel, y una escuela de instrucción primaria común para niños y niñas, en total 80, atendidos por un maestro. El cementerio, como ahora, se hallaba a las afueras y los vecinos tomaban el agua potable de la fuente «Nuñico»; usando el agua de la laguna para el ganado. El correo lo recibían de Villacastín. Su presupuesto era de unos 8000 reales.
En el siglo XVI, fue cabeza de la Vicaría de Santa Venia que comprendía las parroquias de Jemenuño, Hoyuelos, Ituero, Villacastín, Maello además de la de Labajos. El patrón del pueblo es San Pedro, al que está dedicada la iglesia, aunque la fiesta mayor corresponde a la celebración del Santo Cristo de la Agonía, que se celebra el último domingo del mes de agosto. De la iglesia destaca su retablo mayor barroco (siglo XVII) que consta de banco, dos cuerpos y ático, obra de Francisco de Prado y donde se entroniza el santo titular y patrón de la villa.

## Demografía
Cuenta con una población de 106 habitantes (INE 2024).
| Gráfica de evolución demográfica de Labajos entre 1828 y 2021 |
| |
| Población según el Diccionario geográfico-estadístico de España y Portugal de Sebastián Miñano. Población de derecho según los censos de población del INE. Población de hecho según los censos de población del INE. |

## Administración y política

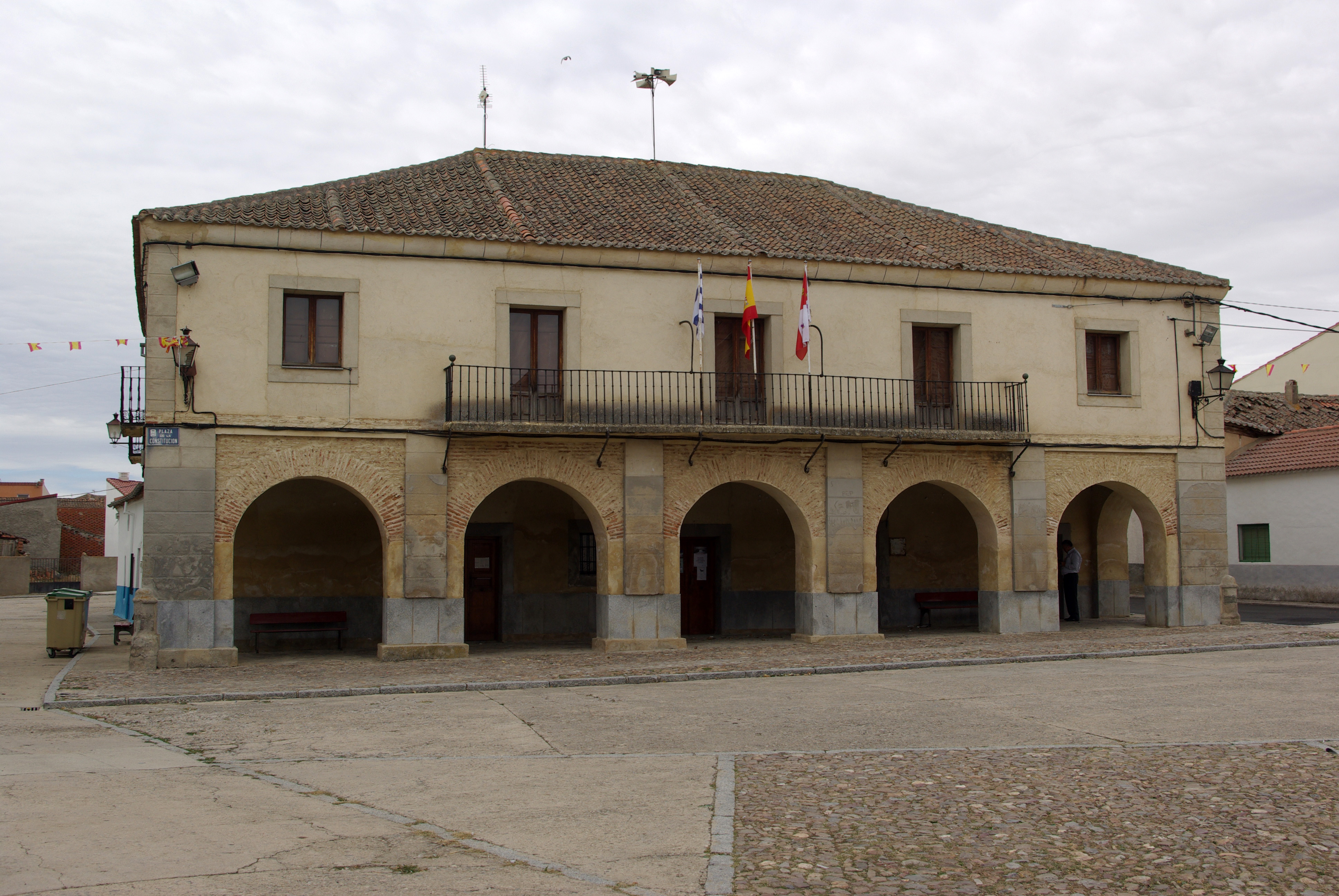
Casa consistorial

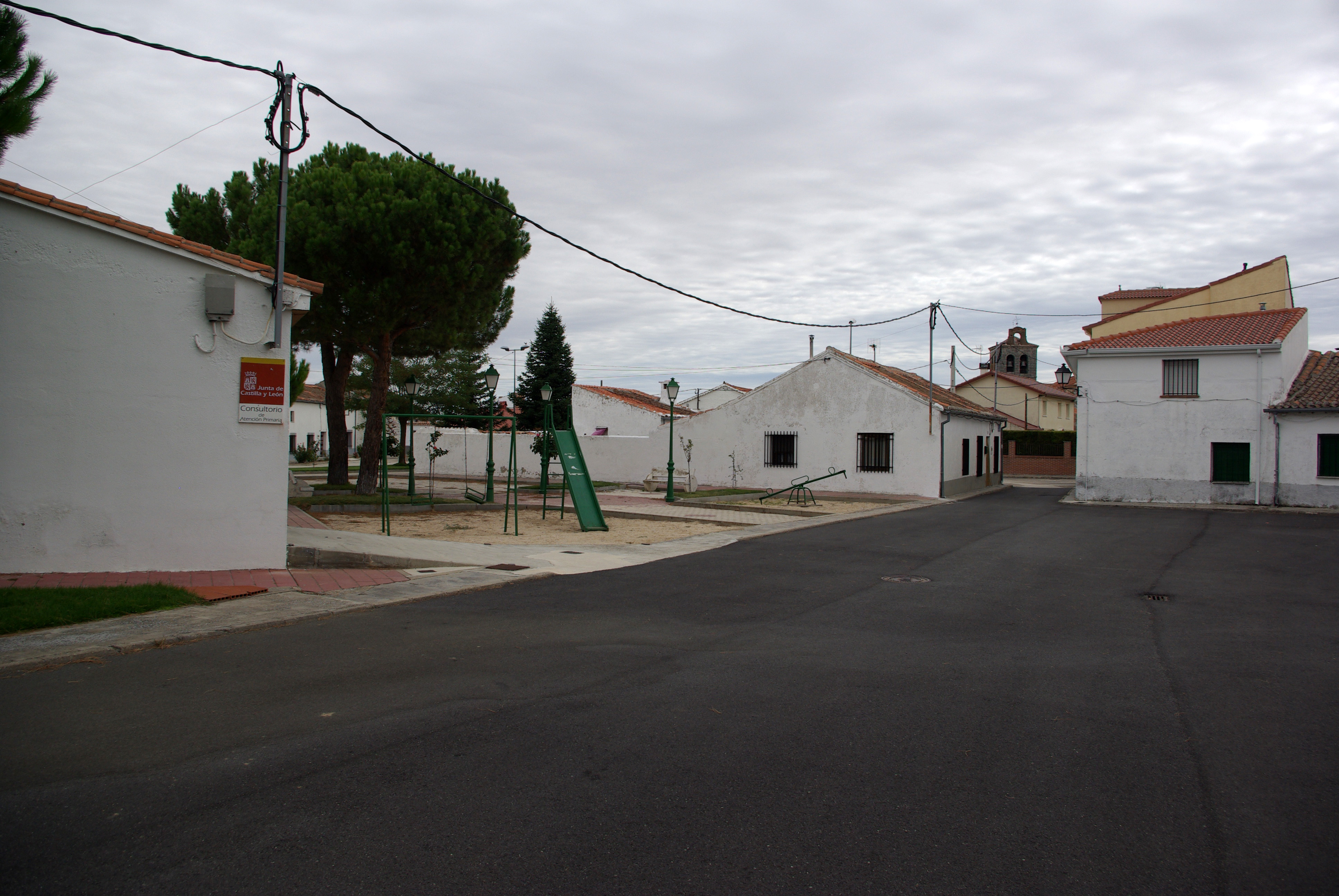
Consultorio médico y parque infantil

Lista de alcaldes
| Periodo   | Nombre                                                             | Partido              |
| --------- | ------------------------------------------------------------------ | -------------------- |
| 1979-1983 | Julian García Jorge                                                | UCD                  |
| 1983-1987 | Julián Garcia Jorge                                                | AP-PDP-UL            |
| 1987-1991 | Santiago Fuentes Gómez                                             | AP                   |
| 1991-1995 | Santiago Fuentes Gómez                                             | PP                   |
| 1995-1999 | Santiago Fuentes Gómez                                             | Independiente        |
| 1999-2003 | Santiago Fuentes Gómez                                             | PP                   |
| 2003-2007 | Santiago Fuentes Gómez                                             | PP                   |
| 2007-2011 | Santiago Fuentes Gómez                                             | PP                   |
| 2011-2015 | Santiago Fuentes Gómez                                             | PP                   |
| 2015-2019 | Victor García Burguillo (-2016)Margarita Meroño Valriberas (2016-) | Juntos por el Cambio |
| 2019-2023 | Margarita Meroño Valriberas                                        | PP                   |
| 2023-act. | Margarita Meroño Valriberas                                        | PP                   |

## Patrimonio

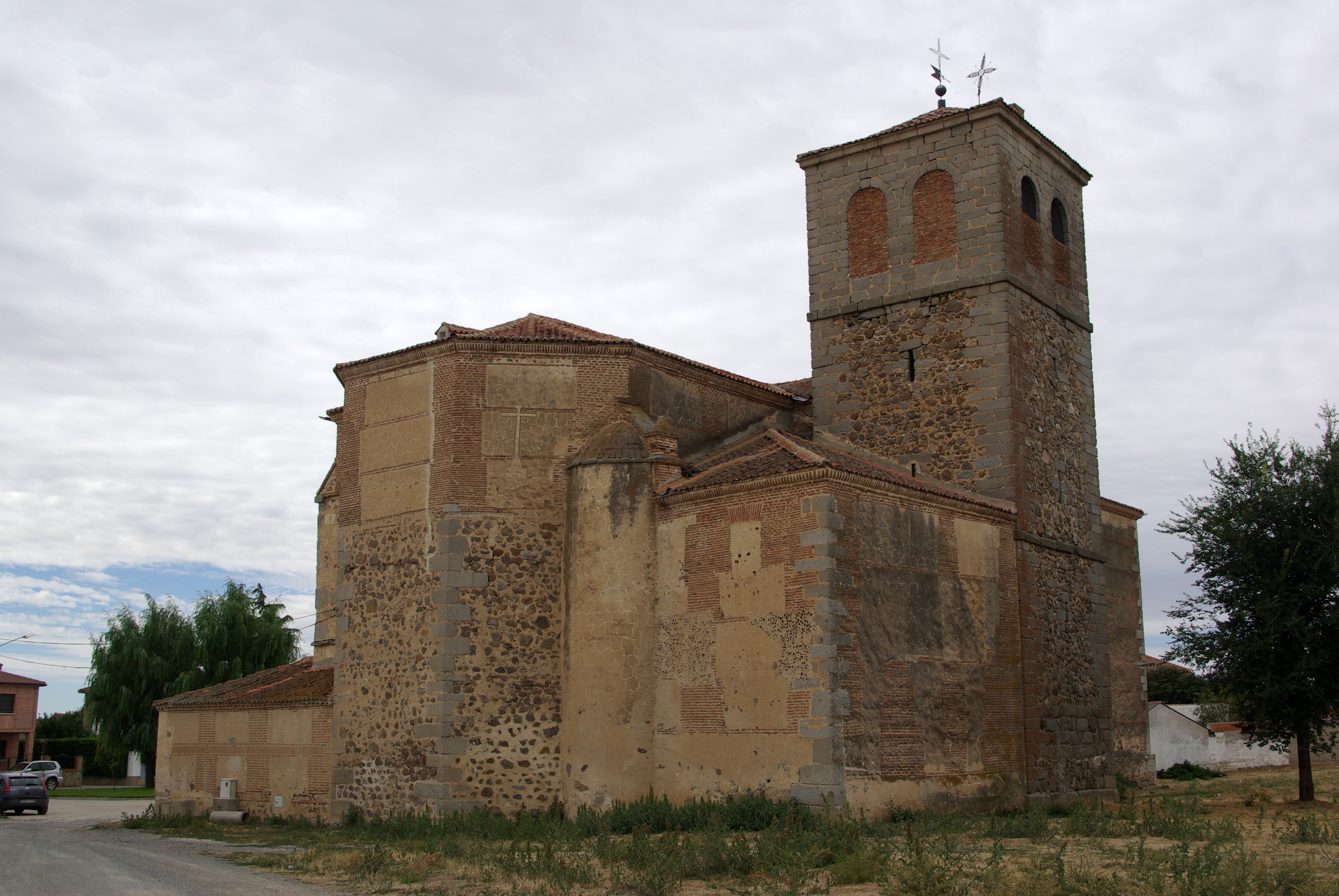
Iglesia

- Iglesia parroquial dedicada a San Pedro, dentro destaca su retablo mayor barroco, que consta de banco, dos cuerpos y ático;
- Imagen del Santo Cristo de la Agonía en un lateral de la iglesia parroquial;[8]
- Cañada Real Leonesa Oriental;
- Barco El Coloso, anclado en un pequeño lago cercano al templo parroquial;
- Los relojes de sol de la finca Las Fuentes;
- Casa consistorial, data del siglo XV y está realizado de mampostería, fue reformado en 2022;[9]
- Como patrimonio natural, existen grandes extensiones de pinares en el entorno;[10]
- Ventas de arrieros, junto a lo que hoy es la carretera N-6;
- Ermita del Cristo, en el monte del Cristo de la Magdalena, entre Labajos y Muñopedro;
- Fuentes del Cordel, del Cura y del Cristo, de estilo prerromanico, entre Labajos y Villacastín por donde pasa la Cañada Real Leonesa Oriental.[1]

## Fiestas

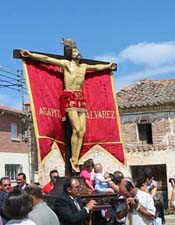
Procesión en honor al Santo Cristo de la Agonía

- San Pedro, patrón, el 29 de junio;
- Santo Cristo de la agonía, la última semana de agosto, estas celebraciones incluyen actividades culturales, infantiles, paella popular, vaquillas y charangas;[10]
- La Abuela de San Pedro, justo el día siguiente a la celebración del día del Apóstol, se reunían los vecinos para tomar el vermut y esta costumbre se convirtió en tradición;
- Romería en la ermita del Cristo, el fin de semana anterior a las fiestas patronales.[1]